# Lo Galapat
Lo Galapat és una partida del terme municipal de la Torre de Cabdella, dins del seu terme primigeni, al Pallars Jussà.
Està situada al nord-oest del poble de la Torre de Cabdella i al sud-oest del d'Aiguabella, en el vessant oriental del Tossal de la Costa. És a prop i al nord-est de la Collada Xica. Queda a la dreta del barranc dels Bisarts.